# Guibourtia arnoldiana
Guibourtia arnoldiana là một loài thực vật có hoa trong họ Đậu. Loài này được (De Wild. & T.Durand) J.Leonard miêu tả khoa học đầu tiên.